# Malimbus
Malimbus – rodzaj ptaków z podrodziny wikłaczy (Ploceinae) w rodzinie wikłaczowatych (Ploceidae).

## Występowanie
Rodzaj obejmuje gatunki występujące w Afryce.

## Morfologia
Długość ciała 10–22 cm; masa ciała 10–65 g.

## Systematyka

### Etymologia
- Malimbus: Malimbe lub Malimba, Kongo Portugalskie (obecnie Malembo, prowincja Kabinda, Angola)[33].
- Textor: epitet gatunkowy Oriolus textor Latham 1790 (łac. textor, textoris „tkacz”, od texere „tkać”)[33]. Gatunek typowy: Oriolus cucullatus Statius Müller, 1776.
- Symplectes: gr. συν sun „łącznie, razem”; nowołac. plectes „tkacz”, od gr. πλεκω plekō „wyplatać” (por. συμπλεκω sumplekō „wyplatać”)[33]. Gatunek typowy: Symplectes chrysocomus Swainson, 1837 (= Ploceus bicolor Vieillot, 1819).
- Hyphantornis: gr. ὑφαντης huphantēs „tkacz”, od ὑφαινω huphainō „tkać”; ορνις ornis, ορνιθος ornithos „ptak”[33]. Gatunek typowy: Hyphantornis grandis G.R. Gray, 1844.
- Sitagra: gr. σιτος sitos „kukurydza, ziarno”; αγρα agra „polowanie”, od αγρεω agreō „polować”[33]. Gatunek typowy: Fringilla luteola M.H.C. Lichtenstein, 1823.
- Hyphanturgus: gr. ὑφαντης huphantēs „tkacz”; -ουργος -ourgos „pracownik”, od εργον ergon „praca”[33]. Gatunek typowy: Ploceus ocularius A. Smith, 1828.
- Sycobrotus: gr. συκον sukon „figa”, od συκεα sukea „figowiec”; βρωτος brōtos „zjadać”, od βιβρωσκο bibrōskō „jeść”[33]. Gatunek typowy: Ploceus bicolor Vieillot, 1819.
- Ploceolus: zdrobnienie nazwy rodzaju Ploceus Cuvier, 1816[33]. Gatunek typowy: Fringilla luteola M.H.C. Lichtenstein, 1823.
- Oriolinus: nowołac. oriolinus „jak wilga” (tj. złoto-żółty), od nazwy rodzaju Oriolus Linnaeus, 1766, wilga[33]. Gatunek typowy: Ploceus subaureus A. Smith, 1839.
- Xanthophilus: gr. ξανθος xanthos „żółty”; φιλος philos „miłośnik”[33]. Gatunek typowy: Ploceus aureiflavus A. Smith, 1839.
- Anaplectes: gr. αναπλεκω anaplekō „splatać” (por. gr. ανα ana „z, zaraz potem”; rodzaj Symplectes Swainson, 1837)[33]. Gatunek typowy: Ploceus melanotis Lafresnaye, 1840 (= Ploceus leuconotos J.W. von Müller, 1851).
- Sharpia: Richard Bowdler Sharpe (1847-1909), brytyjski ornitolog[33]. Gatunek typowy: Sharpia angolensis Bocage, 1878.
- Icteropsis: rodzaj Icterus Brisson, 1760, wilga (por. gr. ικτερος ikteros „żółtaczkowo-żółty”); gr. οψις opsis „wygląd”[33]. Gatunek typowy: Icteropsis crocata Pelzeln, 1881 (= Sitagra pelzelni Hartlaub, 1887).
- Cinnamopteryx: gr. κινναμον kinnamon „cynamon”; πτερυξ pterux, πτερυγος pterugos „skrzydło”[33]. Gatunek typowy: Ploceus castaneofuscus Lesson, 1840.
- Melanopteryx: gr. μελας melas, μελανος melanos „czarny”; πτερυξ pterux, πτερυγος pterugos „pióro” (por. μελανοπτερυξ melanopterux, μελανοπτερυγος melanopterugos „czarnoskrzydły”)[33]. Gatunek typowy: Ploceus nigerrimus Vieillot, 1819.
- Heterhyphantes: gr. ἑτερος heteros „inny”; ὑφαντης huphantēs „tkacz”, od ὑφαινω huphainō „tkać”[33]. Gatunek typowy: Ploceus melanogaster Shelley, 1887.
- Melanhyphantes: gr. μελας melas, μελανος melanos „czarny”; ὑφαντης huphantēs „tkacz”, od ὑφαινω huphainō „tkać”[33]. Gatunek typowy: Malimbus nigricollis Vieillot, 1808.
- Othyphantes: gr. ους ous, ωτος ōtos „ucho”; ὑφαντης huphantēs „tkacz”, od ὑφαινω huphainō „tkać”[33]. Gatunek typowy: Sycobrotus reichenowi G.A. Fischer, 1884.
- Hypermegethes: gr. ὑπερμεγεθης hupermegethēs „niezmiernie wielki”, od ὑπερ huper „nadzwyczajny”; μεγεθος megethos „wielkość, objętość”[33]. Gatunek typowy: Hyphantornis grandis G.R. Gray, 1844.
- Phormoplectes: gr. φορμος phormos „kosz wiklinowy”, od φερω pherō „nosić”; nowołac. plectes „tkacz”, od gr. πλεκω plekō „wyplatać”[33]. Gatunek typowy: Sycobrotus insignis Sharpe, 1891.
- Notiospiza: gr. νοτιος notios „południowy”, od νοτος notos „południe”; σπιζα spiza „zięba”, od σπιζω spizō „ćwierkać”[33]. Gatunek typowy: Sharpia angolensis Bocage, 1878.
- Plesiositagra: gr. πλησιος plēsios „powiązany”, od πελας pelas „blisko”, od πελαζω pelazō „zbliżyć się”; rodzaj Sitagra Reichenbach, 1850[33]. Gatunek typowy: Hyphantomis spekei von Heuglin, 1861.
- Euploceus: gr. ευ eu „dobry”; rodzaj Ploceus Cuvier, 1816[33]. Gatunek typowy: Oriolus capensis Linnaeus, 1766.
- Microplectes: gr. μικρος mikros „mały”; nowołac. plectes „tkacz”, od gr. πλεκω plekō „wyplatać”[33]. Gatunek typowy: Ploceus velatus Vieillot, 1819.
- Xanthoplectes: gr. ξανθος xanthos „żółty”; nowołac. plectes „tkacz”, od gr. πλεκω plekō „wyplatać”[33]. Gatunek typowy: Hyphantornis xanthopterus Finsch & Hartlaub, 1870.
- Thomasophantes: São Tomé lub São Thomé, Zatoka Gwinejska; gr. ὑφαντης huphantēs „tkacz”, od ὑφαινω huphainō „tkać”[33]. Gatunek typowy: Sycohius st. thomae Hartlaub, 1848.
- Melanoploceus: gr. μελας melas, μελανος melanos „czarny”; rodzaj Ploceus Cuvier, 1816[33]. Gatunek typowy: Hyphantornis tricolor Hartlaub, 1854.
- Xanthoploceus: gr. ξανθος xanthos „żółty”; rodzaj Ploceus Cuvier, 1816[33]. Gatunek typowy: Hyphantornis bertrandi Shelley, 1893.
- Bensonhyphantes: Constantine Walter Benson (1909–1982), angielski administrator kolonialny, ornitolog, kolekcjoner; gr. ὑφαντης huphantēs „tkacz”, od ὑφαινω huphainō „tkać”[33]. Gatunek typowy: Symplectes olivaceiceps Reichenow, 1899.
- Eremiphantes: gr. ερημια erēmia „pustynia”; ὑφαντης huphantēs „tkacz”, od ὑφαινω huphainō „tkać”[33]. Gatunek typowy: Ploceus trothae Reichenow, 1905.
- Eremiplectes: gr. ερημια erēmia „pustynia”; nowołac. plectes „tkacz”, od gr. πλεκω plekō „wyplatać”[33]. Gatunek typowy: Ploceus trothae Reichenow, 1905.
- Oriolinops: rodzaj Oriolinus Reichenbach, 1863; gr. ωψ ōps, ωπος ōpos „wygląd, oblicze”[33]. Gatunek typowy: Hyphantornis xanthops Hartlaub, 1862.
- Sitagroides: rodzaj Sitagra Reichenbach, 1850; gr. -οιδης -oidēs „przypominający”[33]. Gatunek typowy: Sitagra aliena Sharpe, 1902.
- Hypositagra: gr. ὑπο hupo „nieco, związany z”; rodzaj Sitagra Reichenbach, 1850[33]. Gatunek typowy: Ploceus intermedius Rüppell, 1845.

### Podział systematyczny
Do rodzaju należą następujące gatunki:

- Malimbus batesi (Sharpe, 1908) – wikłacz dżunglowy
- Malimbus racheliae (Cassin, 1857) – wikłacz żółtopierśny
- Malimbus ballmanni Wolters, 1974 – wikłacz wspaniały
- Malimbus scutatus (Cassin, 1849) – wikłacz obrożny
- Malimbus cassini (Elliot, 1859) – wikłacz czarnorzytny
- Malimbus malimbicus (Daudin, 1802) – wikłacz czubaty
- Malimbus nitens (Gray,JE, 1831) – wikłacz czerwonogardły
- Malimbus coronatus Sharpe, 1906 – wikłacz koroniasty
- Malimbus sanctithomae (Hartlaub, 1848) – wikłacz wyspowy
- Malimbus rubriceps (Sundevall, 1850) – wikłacz czerwonogłowy
- Malimbus bicolor (Vieillot, 1819) – wikłacz dwubarwny
- Malimbus preussi (Reichenow, 1892) – wikłacz nigeryjski
- Malimbus dorsomaculatus (Reichenow, 1893) – wikłacz kongijski
- Malimbus tricolor (Hartlaub, 1854) – wikłacz trójbarwny
- Malimbus flavipes Chapin, 1916 – wikłacz żółtonogi
- Malimbus aureonucha (Sassi, 1920) – wikłacz złotoszyi
- Malimbus albinucha (Bocage, 1876) – wikłacz posępny
- Malimbus rubricollis (Swainson, 1838) – wikłacz pąsowogłowy
- Malimbus ibadanensis Elgood, 1958 – wikłacz krasnoszyi
- Malimbus erythrogaster Reichenow, 1893 – wikłacz czerwonobrzuchy
- Malimbus insignis (Sharpe, 1891) – wikłacz brązowogłowy
- Malimbus nicolli (Sclater,WL, 1931) – wikłacz górski
- Malimbus olivaceiceps (Reichenow, 1899) – wikłacz oliwkowogłowy
- Malimbus angolensis (Bocage, 1878) – wikłacz angolski
- Malimbus capensis (Linnaeus, 1766) – wikłacz złotolicy
- Malimbus temporalis (Bocage, 1880) – wikłacz buszmeński
- Malimbus vitellinus (Lichtenstein,MHC, 1823) – wikłacz akacjowy
- Malimbus spekei (von Heuglin, 1861) – wikłacz łuskowany
- Malimbus spekeoides (Grant,CHB & Mackworth-Praed, 1947) – wikłacz łuskogrzbiety
- Malimbus aurantius Vieillot, 1808 – wikłacz złoty
- Malimbus princeps (Bonaparte, 1850) – wikłacz zatokowy
- Malimbus cucullatus (Statius Muller, 1776) – wikłacz zmienny
- Malimbus baglafecht (Daudin, 1802) – wikłacz złotoczelny
- Malimbus bannermani (Chapin, 1932) – wikłacz kameruński
- Malimbus nigrimentus (Reichenow, 1904) – wikłacz czarnobrody
- Malimbus bertrandi (Shelley, 1893) – wikłacz masajski
- Malimbus nigerrimus Vieillot, 1819 – wikłacz czarny
- Malimbus grandis (Gray,GR, 1844) – wikłacz wielki
- Malimbus weynsi (Dubois,AJC, 1900) – wikłacz żałobny
- Malimbus holoxanthus (Hartlaub, 1891) – wikłacz żółtawy
- Malimbus xanthopterus (Hartlaub & Finsch, 1870) – wikłacz śliniaczkowy
- Malimbus burnieri (Baker,NE & Baker,EM, 1990) – wikłacz rzeczny
- Malimbus dichrocephalus (Salvadori, 1896) – wikłacz żółtogrzbiety
- Malimbus castaneiceps (Sharpe, 1890) – wikłacz rdzawogłowy
- Malimbus intermedius (Rüppell, 1845) – wikłacz sawannowy
- Malimbus heuglini (Reichenow, 1886) – wikłacz czarnolicy
- Malimbus castanops (Shelley, 1888) – wikłacz papirusowy
- Malimbus taeniopterus (Reichenbach, 1863) – wikłacz jeziorowy
- Malimbus melanocephalus (Linnaeus, 1758) – wikłacz czarnogłowy
- Malimbus badius (Cassin, 1850) – wikłacz cynamonowy
- Malimbus rubiginosus (Rüppell, 1840) – wikłacz kasztanowaty
- Malimbus xanthops (Hartlaub, 1862) – wikłacz złotawy
- Malimbus katangae (Verheyen, 1947) – wikłacz katangijski
- Malimbus bojeri (Cabanis, 1868) – wikłacz pomarańczowy
- Malimbus subaureus (Smith,A, 1839) – wikłacz żółty
- Malimbus galbula (Rüppell, 1840) – wikłacz rdzawolicy
- Malimbus jacksoni (Shelley, 1888) – wikłacz złotogrzbiety
- Malimbus ruweti (Louette & Benson, 1982) – wikłacz bagienny
- Malimbus velatus (Vieillot, 1819) – wikłacz maskowy
- Malimbus ocularis (Smith,A, 1828) – wikłacz okularowy
- Malimbus golandi (Stephenson Clarke, 1913) – wikłacz nadbrzeżny
- Malimbus reichardi (Reichenow, 1886) – wikłacz tanzański
- Malimbus luteolus (Lichtenstein,MHC, 1823) – wikłacz mały
- Malimbus pelzelni (Hartlaub, 1887) – wikłacz ciemnodzioby
- Malimbus melanogaster (Shelley, 1887) – wikłacz żółtogłowy
- Malimbus alienus (Sharpe, 1902) – wikłacz brązowopierśny
- Malimbus nigricollis Vieillot, 1808 – wikłacz czarnogardły
- Malimbus subpersonatus (Cabanis, 1876) – wikłacz gaboński